# Vague de froid de l'hiver 2012 en Europe
La vague de froid en Europe est une vague de froid meurtrière qui a commencé le 27 janvier 2012, produisant des températures glaciales dans une grande partie du continent européen et particulièrement dans les pays d'Europe de l'Est et autour de la mer Noire. Cette vague de froid s'est accompagnée de vents froids et de chutes de neige importantes, notamment dans la région des Balkans. Des chutes de neige ont aussi été observées en Algérie.
Plus de 600 morts ont été enregistrés à la date du 11 février. De nombreuses personnes se sont trouvées isolées dans des régions montagneuses rendues inaccessibles par la neige, particulièrement en Serbie et dans le Monténégro. De nombreux canaux et certains cours d'eau navigables ont gelé, dont le Danube en Bulgarie, perturbant le trafic fluvial.
La cause de cette vague de froid aurait été une « excursion » vers le sud des courants-jets qui soufflent habituellement d'ouest en est. Cette poussée serait la conséquence d'un affaiblissement relatif des courants-jets, lié à une phase fortement négative de l'oscillation arctique.
Cet épisode météorologique s'est traduit par une forte hausse de la consommation énergétique. En France, où de nombreux logements sont chauffés à l'électricité, la consommation d'électricité a atteint un record à 102 700 MW le 8 février 2012 à 19 h.
Cette vague de froid est la cinquième vague de froid la plus intense depuis 1950 (en France)[réf. nécessaire].

## Pays touchés

### Effets

#### Europe du Nord, Ouest, et Orientale
Les pays de l'Europe du Nord ont enregistré des températures très basses. Durant la troisième semaine on a enregistré des chutes de neige qui ont atteint 1 m en l'espace de quelques jours, surtout en Slovaquie et en Bulgarie. Le 22 janvier 2012 les chutes énormes de neige ont causé quelques dégâts à Námestovo. Des températures de −39,2 °C ont été enregistrées à Kuusamo en Finlande le 2 février 2012, les plus basses températures en Europe. Le 3 février 2012 le village Kvilda du district de Prachatice a enregistré des températures de −38,1 °C, les plus basses de l'Europe centrale.
L'Ukraine a aussi été touchée par cette vague de froid. À la fin de janvier le pays a enregistré des températures en dessous de −30 °C. La neige a atteint 30 cm de hauteur, et le 3 février a dépassé 1 m. À la fin de la première semaine de février, la hauteur de la neige a dépassé les 130 cm.
Les Pays baltes ont aussi enregistré des températures au-dessous de −30 °C.
Moscou a annoncé durant la nuit après la dernière semaine de janvier que les températures sont au-dessous de −25 °C.
D’énormes chutes de neige ont été enregistrées dans le Sud de la France vers la fin de janvier, et 140 000 foyers ont été privés d'électricité en Corse. Début février, les −20 °C ont été frôlés à Reims et à Mulhouse. Il a fait −18 °C à Aurillac le dimanche 12 février.
La Belgique a aussi enregistré des chutes de neige, notamment sur les massifs des Ardennes.
La neige a aussi touché les îles Britanniques et causé l'interruption des vols à l'aéroport de Londres Heathrow.

### Europe
- Arménie – Les aéroports internationaux de Zvartnots et de Shirak ont été fermés à cause des chutes de neige[5].
- Azerbaïdjan – Le 8 février, les températures à Bakou ont baissé à −14 °C dépassant ainsi le record d'il y a 42 ans[6]. L’aéroport international de Bakou a annulé certains vols.
- Biélorussie – La vague de froid a touché le pays le 30 janvier, des températures au-dessous de zéro ont été enregistrées[7]. Selon meteoinfo.by, durant la nuit de 11 et 12 février, la température à Brahine était de −34,3 °C. Selon BielTA, depuis le 1er janvier, plus de 180 personnes sont morts à cause d'incendies[8].
- Bulgarie – L'épaisseur de la neige a atteint environ 150 cm, et un homme est mort d'hypothermie[9]. Les températures était au-dessous de −10 °C pour plus d'une semaine, et à Kneja (en) a été enregistré des températures de −30 °C en deux occasions. Onze personnes sont mortes à cause de la chute d'un mur au Khaskovo ce qui a conduit à des inondations au village de Biser et causé plusieurs dégâts.
- Croatie – Trois personnes sont mortes le 6 février[10], et plusieurs villages ont été coupés du reste du pays surtout à Vrgorac.
- France – Le 6 février, BBC News annonce la mort de quatre personnes, et 43 départements se sont trouvés en alerte Neige (surtout à l'ouest) et Grand Froid (dans le Nord-Est) à cause des conditions météorologiques exceptionnelles. Le 11 février, le Tournoi des Six Nations entre la France et l'Irlande a été repoussé à cause du froid et des températures qui ont baissé à −10 °C. Les températures atteignent des records pas enregistrés depuis 25 ans : −16,4 °C sont observés à Orléans. La carte des températures du 7 février est accessible[11].

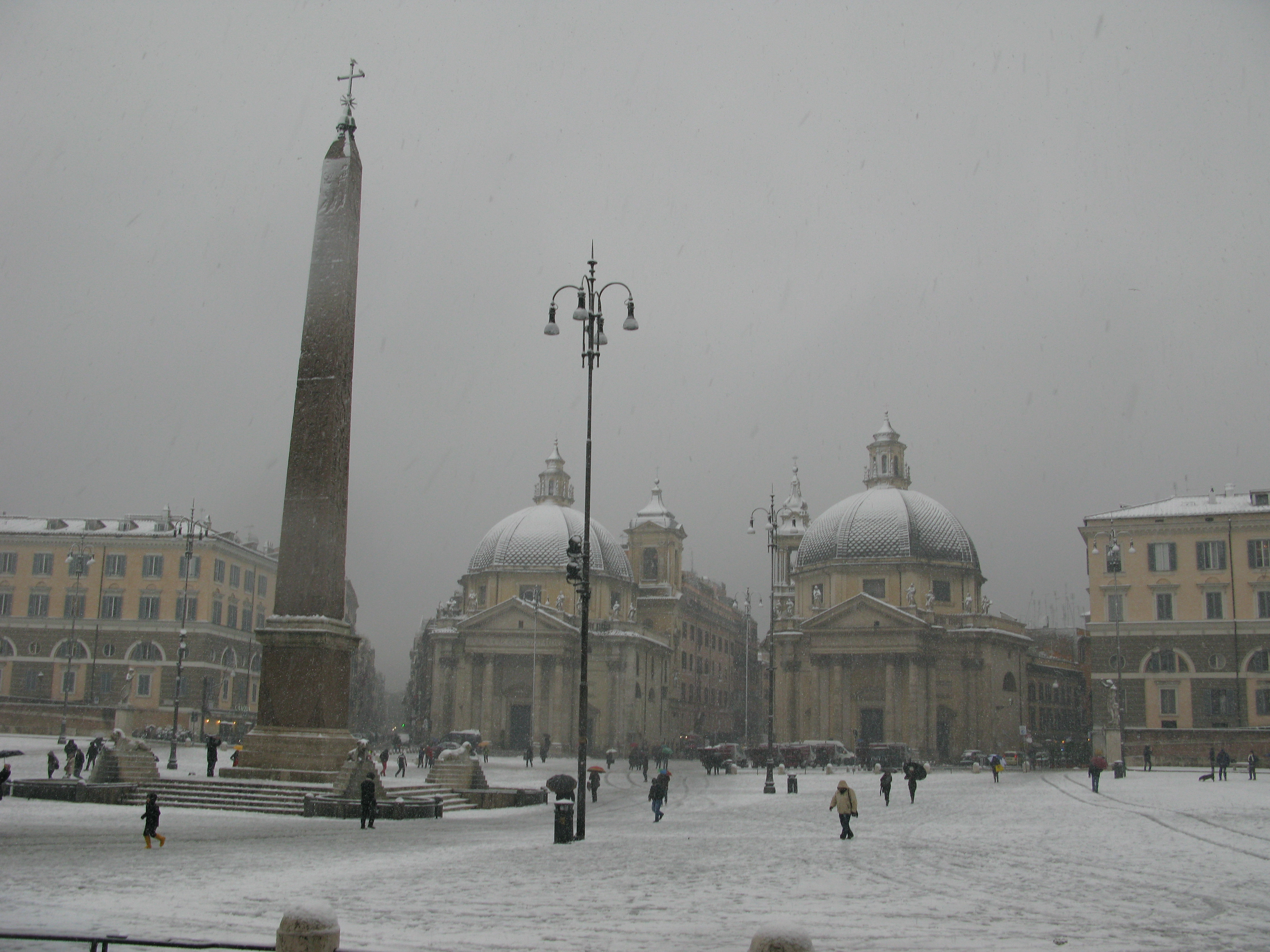
Piazza del Popolo, Rome sous la neige.

- Italie – Rome a été touché par d'énormes chutes de neige[12]. La journée de 7 février, les températures ont baissé jusqu'à −21 °C dans le nord du pays. Au moins 54 personnes sont mortes[13].
- Géorgie – Le 7 février, la presse géorgienne rapporte que le pays n'a jamais connu un hiver comme celui-ci depuis environ 50 ans[14].

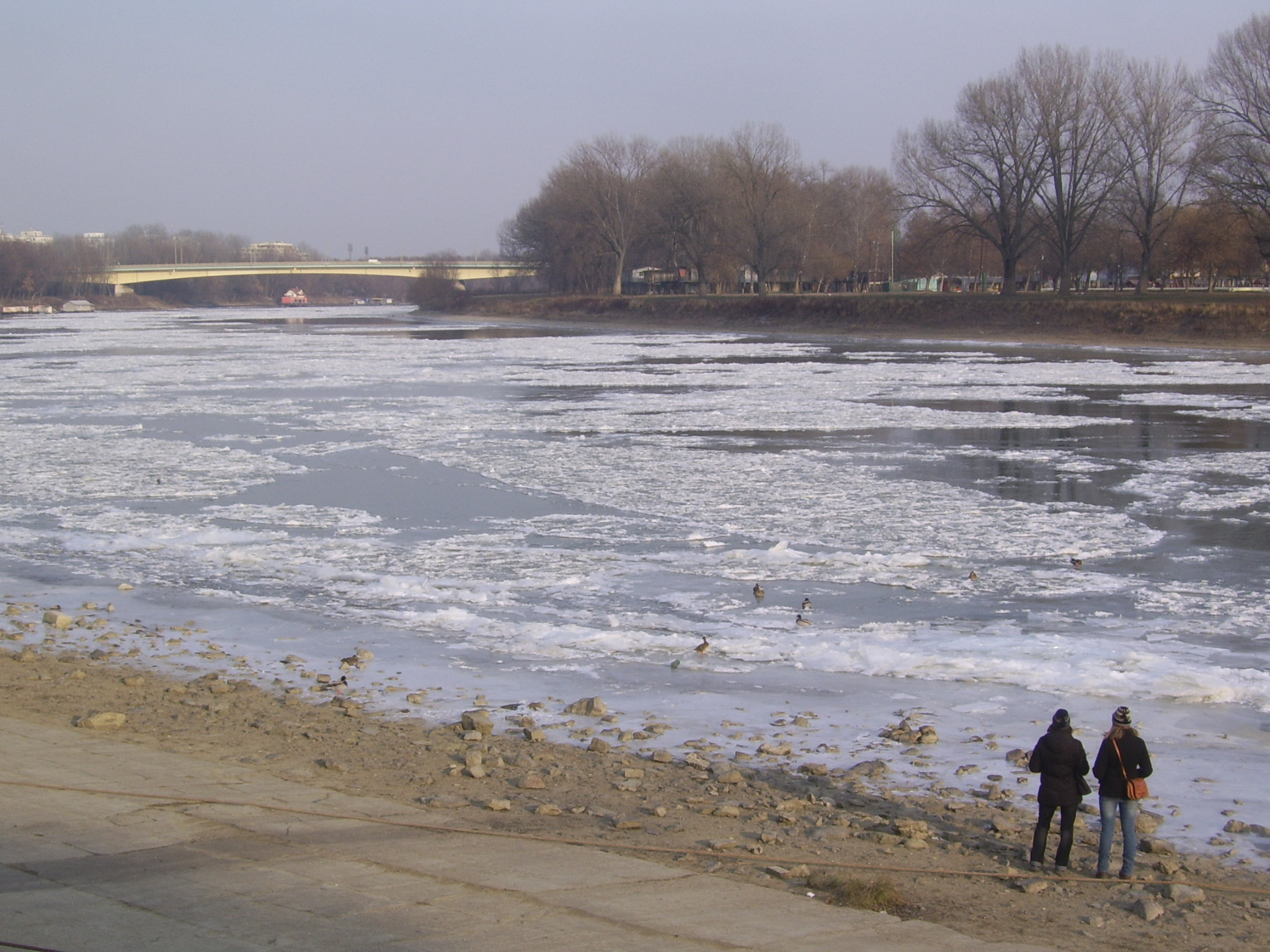
Rivière de Tisza à Szeged, Hongrie.

- Grèce – Beaucoup de sans domicile fixe sont morts à cause du froid. Les températures ont baissé à −25 °C dans le nord ouest de la ville de Florina.
- Lettonie – Des températures records ont été enregistrées à la station météorologique de Strenči, atteignant les −34,2 °C le 5 février[15]. Pendant plusieurs jours, les températures ont été en dessous de −20 °C.
- Malte – Zebbug a enregistré une température record. La température était de −2,4 °C, et a été mesurée le 8 février.
- Pays-Bas – Le pays a enregistré des températures les plus basses depuis 1956[16],[17]. Un SDF est mort de froid le 2 février[18].
- Pologne – Le froid a commencé dans la journée de 30 janvier[7]. Le 1er janvier, 103 personnes sont mortes de froid. Les services des incendies ont reporté 360 incendies durant une seule nuit (entre le 11 et 12 février), et environ 12 000 durant toute cette année. Selon les rapports 107 personnes sont mortes dans ces incendies et plus de 550 blessés. 24 personnes sont mortes à cause d'empoisonnement au monoxyde carbone[19].
- Suisse - Une vague de froid de forte intensité a lieu durant les 13 premiers jours du mois.

Les températures sont souvent très froides (-11 à -20 la nuit et -7 à -11 le jour).

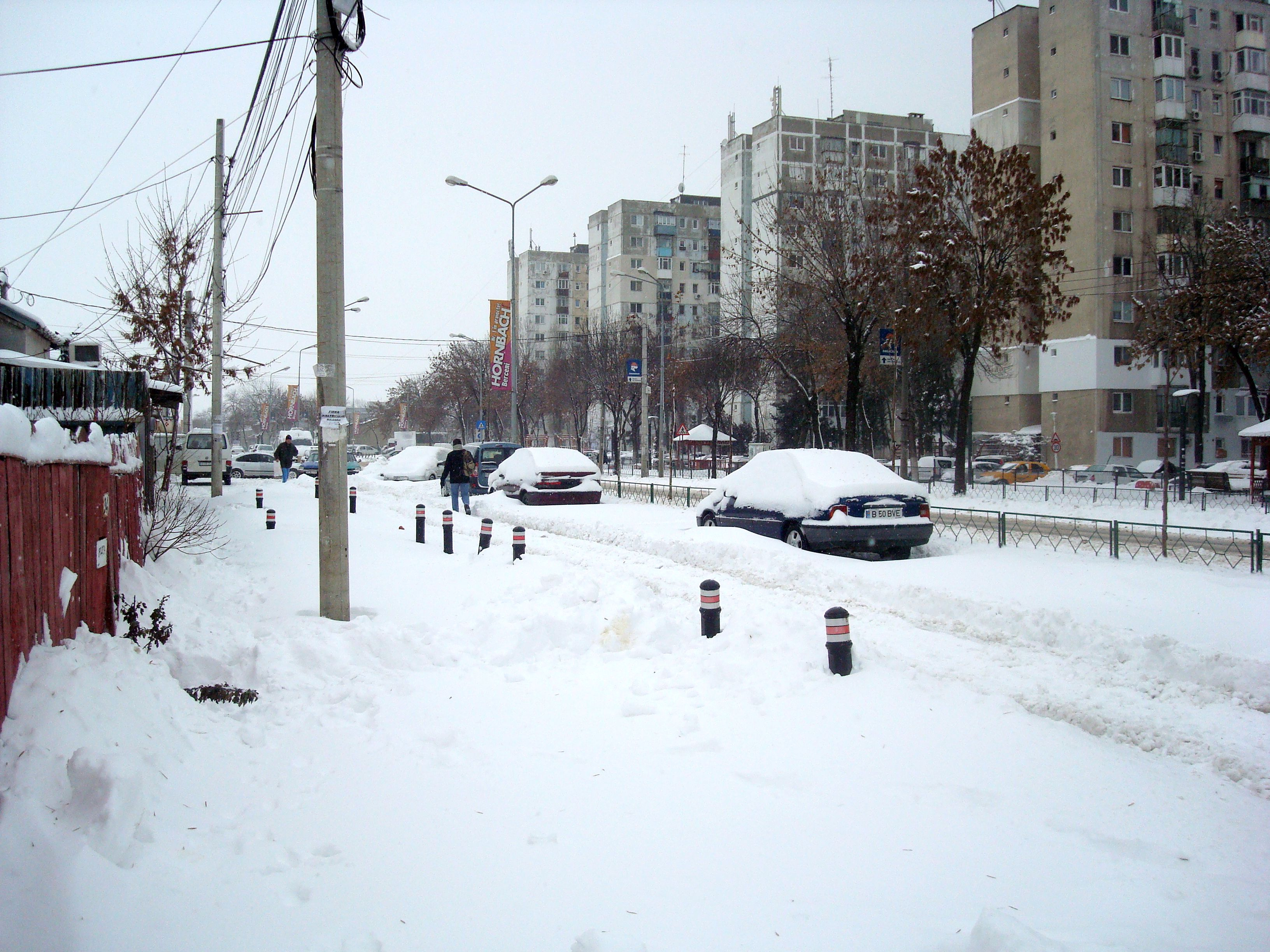
Bucarest, Roumanie.

| Station | T° minimale | T° moyenne minimale | Hauteur maximale de neige | Rafale maximale de bise |
| ------- | ----------- | ------------------- | ------------------------- | ----------------------- |
| Bâle    | −19,3 °C    | −12,4 °C            | 15 cm                     | 34,6 km/h               |
| Zürich  | −20,2 °C    | −13 °C              | 5 cm                      | 41,4 km/h               |
| Berne   | −18,5 °C    | −14,2 °C            | 9 cm                      | 53,3 km/h               |
| Genève  | −11,4 °C    | −9,2 °C             | 6 cm                      | 85 km/h                 |
| Samedan | −35,1 °C    | −23,2 °C            | Inconnue                  | 46,4 km/h               |

- Roumanie – 80 personnes sont mortes[21]. Dans certaines régions, l'épaisseur de la neige a atteint 5 m[7] Le 11 février, le Danube est totalement gelé.

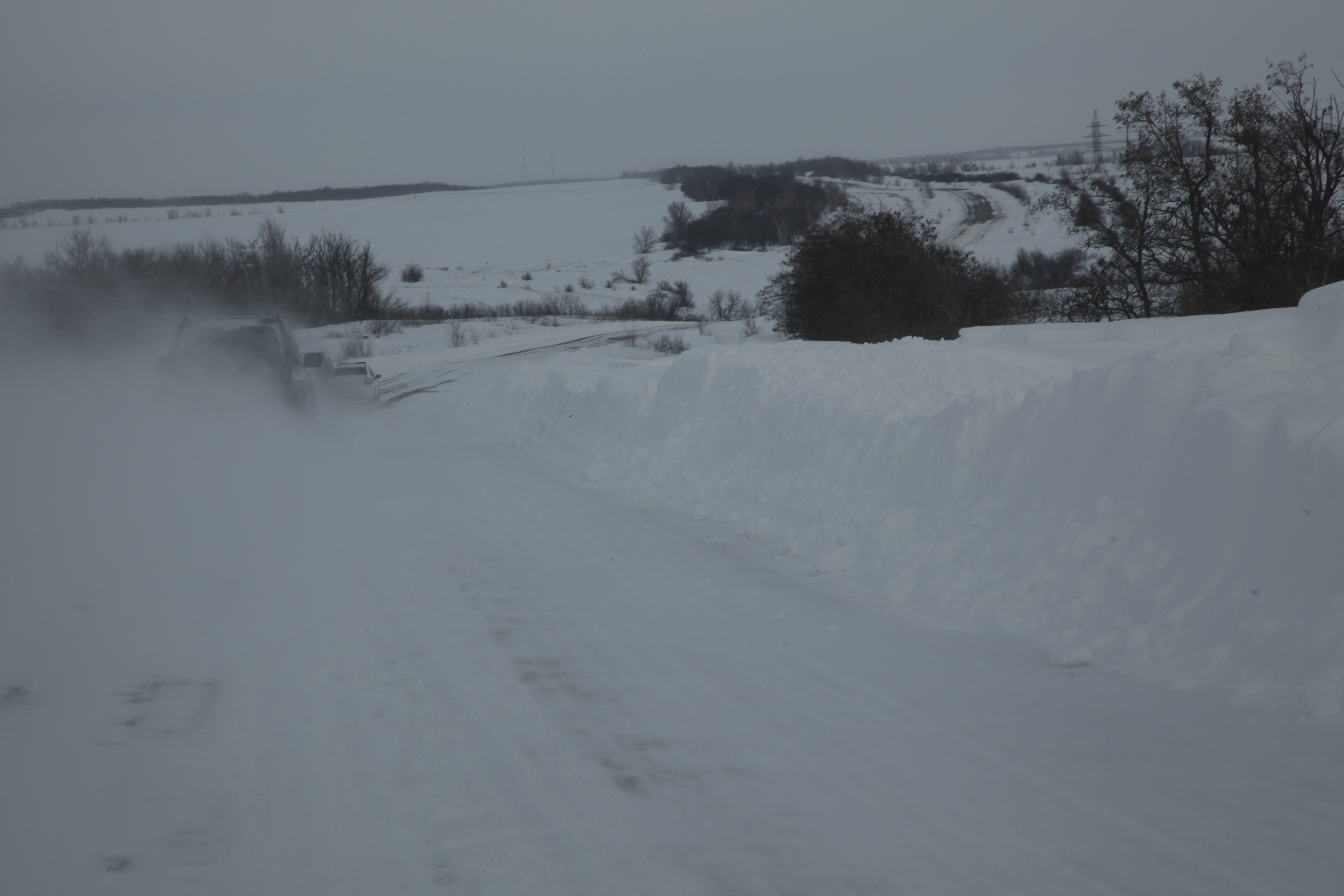
Oblast de Volgograd, Russie.

- Russie – Le ministre de la santé et du développement social a annoncé le 13 février que 215 personnes ont été tuées depuis le premier janvier[22].
- Serbie – Une température de −32 °C a été enregistré la matinée de 9 février à Sjenica. En Serbie, pas moins de 50 000 villageois ont été piégés par les grandes chutes de neige dans les régions montagneuses[23] Gas supplies are running low[24]. Le 8 février, un record dans la consommation d'électricité a été enregistré qui a atteint 162,67 millions de kWh, le gouvernement a arrêté le fonctionnement de plusieurs usines[25]. Le nombre des personnes tuées par le froid s’élève à 20[24]
- Espagne[26]
  -  Catalogne – Des chutes de neige et du vent à 175 km/h ont été annoncés à Portbou et les températures ont baissé au-dessous de −23 °C.
- Turquie – D'énormes chutes de neige le 31 janvier à Istanbul. 102 vols ont été annulés à l'aéroport international Atatürk.
- Ukraine – Plus de 100 personnes sans domicile fixe sont mortes à cause des températures qui ont baissé au-dessous de −35 °C[23]. L'Ukraine a aussi annoncé (16 février) la mort de 151 personnes à cause du froid[27]
- Royaume-Uni – D'énormes chutes de neige ont touché presque tout le pays le 4 février interrompant plusieurs vols[28].

### Afrique
La vague a aussi touché les pays de l'Afrique du Nord comme l'Algérie et le Maroc. Des températures au-dessous de zéro degré ont été enregistrées dans ces deux pays. De fortes chutes de neige ont été enregistrées dans plusieurs wilaya en Algérie, ce qui est plutôt rare et ne s'était plus produit depuis 2005. Au moins 44 personnes sont mortes en Algérie la semaine du 4 février 2012 en raison de fortes chutes de neige et d'une baisse des températures et plusieurs foyers ont été privés d'électricité et du gaz butane pendant plusieurs jours. À Azazga, les fortes chutes de neige ont causé des glissements du terrain et plusieurs familles ont été obligées de quitter leurs habitations. Des chutes de neige ont été enregistrées en Tunisie à Gabes et pour la première fois depuis 70 ans à Tripoli en Libye.